# Sandra Brewster
Pour les articles homonymes, voir Brewster.
Sandra Brewster est une artiste canadienne née en 1973 à Toronto.

## Biographie
Sandra Brewster est née à Toronto d'une famille Guyanaise immigré et elle a grandi à Pickering en Ontario. Elle a complété son baccalauréat en beaux-Arts à l'université York et elle a obtenu sa maîtrise en Études Visuelles à l'université de Toronto.

## Carrière
Les premières œuvres de Brewster se concentrent sur les portraits traditionnels. Plus tard, son travail se concentre sur les sculptures métalliques. Ses œuvres ont été exposées au Canada, aux États-Unis, dans les Caraïbes et en Afrique du Sud. Elle a été artiste en résidence au Brésil, au Canada, à Trinité-et-Tobago et en Afrique du Sud. Son travail a été publié dans de nombreux magazines, notamment Caribbean Beat (en) et The Walrus (en).
Smiths est l'un de ses travaux principaux. Le dessin contient des individus africains à la peau recouverte d'une liste ressemblant à un annuaire contenant une longue liste de personnes nommées Smith. Il illustre les différentes personnalités, les désirs, et les histoires personnelles de ces personnes qui ont été toutes combinées et traitées comme si elles étaient liées, ce qui supprime toute individualité. Le dessin est développé dans une série de tableaux qui illustrent l'impact de la violence armée sur les jeunes hommes noirs à Toronto.
Les œuvres de Brewster ont été incluses dans une exposition sur le déplacement à la Galerie Scarborough-Arts de Bluffs, organisée par Alyssa Fearon avec les artistes Nadijah Robinson et Curtia Wright.
En 2017, Sandra Brewster présente son œuvre intitulée Randonnée à Black Creek dans le cadre de l'exposition collective Nous sommes ici, d'ici - L'art contemporain des Noirs canadiens au Musée des beaux-arts de Montréal. En technique mixte, l'œuvre évoque le pluralisme de la communauté noire canadienne. 

## Prix
Brewster a reçu le titre d'artiste dans l'éducation par le Conseil des arts de l'Ontario en 2009. En 2017, elle reçoit le prix d'excellence Gattuso du Scotiabank CONTACT Photography Festival à Toronto. Elle est aussi la récipiendaire du prix d'artiste du Toronto Friends of the Visual Arts (TFVA) en 2018.  